# Mazedonier (slawischsprachige Ethnie)

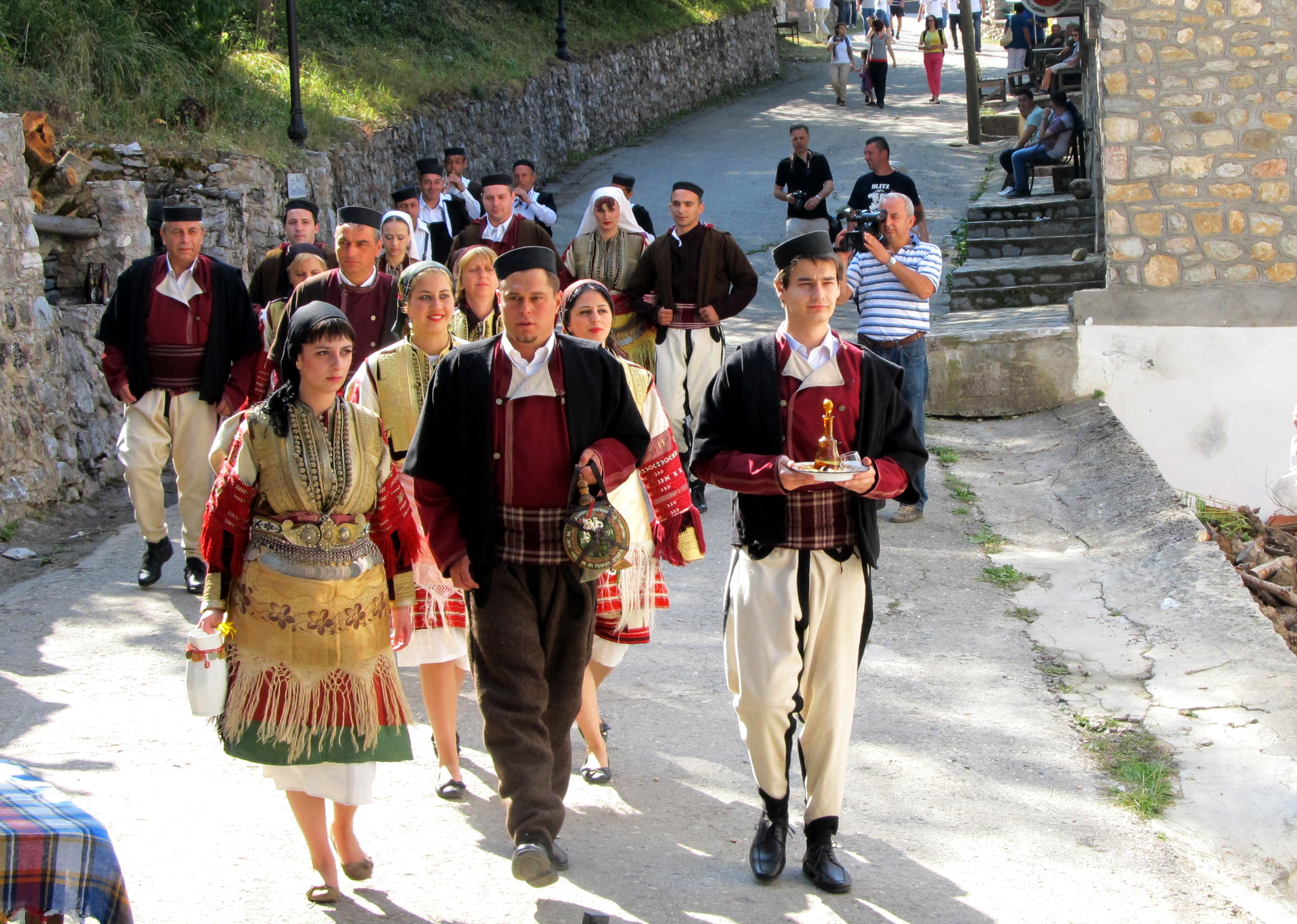
Mazedonier in traditioneller Mijaken-Tracht beim Galičnik-Hochzeitsfest

Slawische Mazedonier (mazedonisch Македонци, transkribiert Makedonci) sind eine südslawische Ethnie. Sie bilden die Mehrheitsbevölkerung und die Titularnation Nordmazedoniens. Die slawischen Mazedonier sind nicht mit den antiken Makedonen zu verwechseln. Teilweise beanspruchten sie eine Verwandtschaft mit ihnen – durch das Prespa-Abkommen wurden, zumindest aus rechtlicher Sicht, derartige Ansprüche aufgegeben.
Mazedonier bilden im heutigen, seit 1991 unabhängigen Nordmazedonien mit etwa 1,3 Millionen Angehörigen die größte Bevölkerungsgruppe (1.297.981 nach der Volkszählung 2002). Minderheiten leben in Griechenland, Albanien, Serbien und Bulgarien (1.654 nach der Volkszählung von 2011), außerdem in Kanada, Australien und den USA. Als Minderheit sind sie jedoch nur in Albanien anerkannt.

## Geschichte bis ins 20. Jahrhundert
Im 6./7. Jahrhundert siedelten Slawen im Gebiet des antiken Makedoniens. In der Folge galten sie meist als Bulgaren, und große Teile von ihnen verstanden sich auch selbst zum Teil bis ins 19. Jahrhundert als solche. Aus diesem Grunde ist es umstritten, ob man vor 1943 von der Existenz einer mazedonischen Sprache, Nation oder Ethnie sprechen kann.
Bis in die Mitte des 20. Jahrhunderts hinein war die ethnonationale Determiniertheit der christlich-orthodoxen Bevölkerungsmehrheit Makedoniens gering gewesen.
Durch den Kampf um die Verdrängung des Osmanischen Reiches, verbunden mit dem Erstarken des Nationalismus der Balkanvölker, entstanden territoriale Ansprüche in Bezug auf Makedonien, die auch die dort ansässige Bevölkerung einbezogen. Für Bulgarien war derjenige Teil der slawischen Bevölkerung Mazedoniens, der sich zum bulgarisch-orthodoxen Christentum (siehe Bulgarisches Exarchat) bekannte, bulgarisch. Für Serbien handelte es sich dabei um Serben, für die Griechen um „Konationale“, die durch einen „historischen Irrtum“ eine slawische Sprache sprachen.
Die Bulgaren behaupteten, die bäuerlichen Einwohner seien Bulgaren, weil sie einen dem Bulgarischen sehr ähnlichen Dialekt sprachen. Die Serben beriefen sich auf ähnliche Volksbräuche, die Griechen wiesen auf die Verbreitung der griechisch-orthodoxen Kirche hin und darauf, dass die Griechen seit Alexander dem Großen in dem Gebiet lebten. Nach 1890 begannen Teile der Bildungsoberschicht zu verkünden, dass es eine gesonderte, mazedonische slawische Nation gäbe. Die meisten Mazedonier fühlten aber wohl lediglich lokale Bindungen an Familie, Religion und Dorf.

## Jüngere Geschichte und heutige Situation

### Nordmazedonien
Der mazedonische Nationsbildungsprozess ist eng verbunden mit der Etablierung des zweiten, sozialistischen und föderativen Jugoslawiens nach dem Zweiten Weltkrieg. Schon im Vorfeld beschloss die AVNOJ in Jajce am 29. November 1943 die Errichtung einer „Republik Makedonien“ in einem zukünftigen föderalen Jugoslawien. Vertreter der makedonischen Kommunisten fehlten jedoch bei diesem Beschluss. Die Beschlüsse von Jajce zeigten den politischen Willen der Kommunistischen Partei Jugoslawiens, eine makedonische Sprache und Nation zu schaffen, was in den nächsten Jahren konsequent verwirklicht wurde.
1944 wurden die Mazedonier dann zu einem der Staatsvölker des sozialistischen Jugoslawien erklärt und bekamen eine eigene sozialistische Republik zugesprochen. Dadurch sollte eine Bevölkerung, die zwischen den zwei Weltkriegen dem Königreich Jugoslawien ablehnend bis feindlich gegenübergestanden hatte, in das titoistische Jugoslawien integriert werden. Die slawisch-christliche Bevölkerung Makedoniens wurden damit nunmehr weder, wie von der Regierung in Belgrad, als Südserben bezeichnet noch, wie von der bulgarischen Regierung und der makedonischen nationalrevolutionären Bewegung im Osmanischen Reich, als regionale Gruppe der bulgarischen Nation betrachtet.
In dieser Zeit wurde die mazedonische Sprache durch einen Beschluss des Antifaschistischen Rats der Volksbefreiung Mazedonien zur Amtssprache Nordmazedoniens proklamiert und in der Folge zu einer voll funktionierenden, serbisch geprägten Standardsprache ausgebaut und ein mazedonisches Alphabet nach dem Vorbild des serbischen Alphabets von Vuk Stefanović Karadžić entwickelt. Das Ziel war die Herausbildung einer eigenständigen, von der bulgarischen unterschiedenen nationalen Identität. Zu diesem Zweck wurde, wie üblich bei Nationenbildungen, auch ein kontinuierliches mazedonisches Geschichtsbild entworfen. Zu dieser Politik gehört zum Beispiel die Vereinnahmung der Apostel Kyrill und Method als Mazedonier wegen ihres Geburtsortes Thessaloniki und die Vereinnahmung des mittelalterlichen Reiches des Zaren Samuil oder die Aufklärer Brüder Miladinow als mazedonisch. Dazu beschloss im Januar 1945 und verabschiedete im 1946 der ASNOM mit dem Gesetz zum Schutz der mazedonischen nationalen Ehre eine anti-bulgarische Gesetzgebung, mit welcher die Selbstbestimmung und -bezeichnung als Bulgaren sowie der Gebrauch der bulgarischen Sprache innerhalb Jugoslawiens verboten und unter Strafe gestellt wurde. Das Gesetz war im Sozialistischen Mazedonien bis 1991 gültig.
Probleme gab es mit Griechenland, welches sich immer weigerte, Mazedonien unter seinem verfassungsmäßigen Namen Republik Mazedonien (Republika Makedonija) anzuerkennen, da es Gebiets- und Kulturgüteransprüche fürchtete. Stattdessen hatte Griechenland Mazedonien unter dem provisorischen Namen Ehemalige jugoslawische Republik Mazedonien anerkannt, unter welchem das Land auf griechischen Druck auch in die Vereinten Nationen aufgenommen wurde, und verwendete intern meist den Namen Republik Skopje oder die englische Abkürzung FYROM (siehe Hauptartikel Streit um den Namen Mazedonien).
Die Mehrheit der Mazedonier gehört heute der mazedonischen orthodoxen Kirche an, die jedoch lange von keiner anderen orthodoxen Kirche als autokephal anerkannt wurde. Bei den kleinen Gruppen der Torbeschen und Goranen handelt es sich um muslimische Mazedonier.
Viele slawische Mazedonier haben in der Zeit des EU-Beitritts Bulgariens die bulgarische Staatsbürgerschaft angenommen.

### Griechenland
Im griechischen Teil Makedoniens wurden in den 1920er Jahren auch zahlreiche aus Kleinasien vertriebene Griechen angesiedelt, sodass dort der Bevölkerungsanteil der slawischen Bevölkerung stark sank. Bis heute sind hier die Slawen nicht als ethnische Minderheit anerkannt. Damit hängt zusammen, dass die slawischen Mazedonier in Griechenland ihr Idiom weder zu einer Standardsprache ausbauen noch sich der Standardisierung in der jugoslawischen Republik Mazedonien anschließen konnten; sie sprechen das so genannte Ägäis-Mazedonische.

### Bulgarien
Als in der Nachkriegszeit die Bulgarische Kommunistische Partei innerhalb der Regierung der Vaterländischen Front die stärkste Kraft wurde, setzte sie zur Überwindung der zwischenstaatlichen Streitigkeiten mit dem sozialistischen Jugoslawien auf dem Plan einer Balkanföderation, die zunächst Jugoslawien und Bulgarien umfassen sollte und später eventuell Rumänien und das nicht-kommunistische Griechenland.
Im Mittelpunkt dieses Föderationsplans hatte die Schaffung einer makedonischen Nation gestanden, die als Bindeglied zwischen dem kommunistischen Bulgarien und kommunistischen Jugoslawien dienen sollte. In diesem Hintergrund wurde auch die neu erschaffene mazedonische Normsprache in den bulgarischen Teilen der geographischen Region Makedonien als offizielle Sprache propagiert. Parallel zu den im Tito-Jugoslawien laufenden Prozessen zur Etablierung der mazedonischen Nation leitete die kommunistische Regierung Bulgariens Prozesse zur Herausbildung einer mazedonischen nationalen Minderheit mit beschränkter Kulturautonomie, mit eigenen Schulen und Zeitungen innerhalb Bulgariens ein.
Der Föderationsplan war jedoch nach Stalins Intervention 1948 gescheitert, die seitens Bulgariens unternommenen Anstrengungen brachten jedoch eine weitgehende Normalisierung der Nachkriegsbeziehungen zu Jugoslawien. Spätestens seit den sechziger Jahren aber änderte sich die bulgarische Politik gegenüber der im Lande anerkannten mazedonischen Minderheit und eigenständigen Sprache, sodass deren Existenz mehr und mehr in Abrede gestellt wurde. Dieses fand in der bulgarischen Gesellschaft auch deshalb Zustimmung, weil ein Viertel bis ein Drittel der bulgarischen Bevölkerung Nachkommen von bulgarischen Flüchtlingen aus Makedonien und Thrakien sind. Das Problem mit der vom kommunistischen Regime anerkannten mazedonischen Minderheit und mazedonischen Nation als Ganzes blieb jedoch bis heute bestehen.
Nach der Unabhängigkeit der Republik Nordmazedonien 1991 war Bulgarien der erste Staat, der sie anerkannte. Für Bulgarien bezog sich die Anerkennung nicht nur auf den Staat, sondern auch auf die Verfassung des Landes mit allen daraus resultierende Rechten und Pflichten der Bürger, wie das Selbstbestimmungsrecht aller nordmazedonische Bürger oder das Recht auf Gebrauch der eigenen Sprache. Nichtsdestotrotz bedienen sich nordmazedonische Politiker aller Parteien Stereotypen der kommunistischen Zeit, bedienen damit anti-bulgarische Feindbilder und verlangen eine explizite Anerkennung der mazedonischen Nation einschließlich der Existenz einer mazedonischen nationalen Minderheit auf bulgarischem Territorium. 2011 bekannten sich bei der Volkszählung jedoch nur 1654 und 2021 1143 Bewohner (weniger als 1 % der gesamten Bevölkerung) Bulgariens als Mazedonier, trotzdem spricht man in Skopje von 200.000 Angehörigen einer in der Umgebung von Blagoewgrad, bis 750.000 in gesamten Land lebenden „Minderheit“.

### Albanien

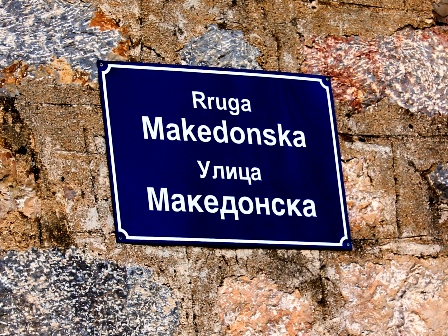
Albanisch-mazedonisches Straßenschild im Ort Pustec

2011 erklärten sich in Albanien bei der letzten Volkszählung 5512 Personen als «slawische Mazedonier». 4443 gaben hingegen Mazedonisch als Muttersprache an. Ein Großteil davon siedelt in Pustec, einer der 61 Gemeinden Albaniens. Das Minderheitengebiet ist offiziell zweisprachig und wurde deswegen bei der letzten Territorialreform 2015 nicht in eine größere Gemeinde eingebunden, obwohl der Ort rund 3000 Einwohner hat. 2013 änderte das Parlament Albaniens die Ortsbezeichnung offiziell von der albanischen Version Liqenas zur mazedonischen Version Pustec. Es gibt ein mazedonischsprachiges Gymnasium und Grundschulen mit Mazedonischunterricht. Außerdem sind Hinweis- und Straßenschilder zweisprachig aufgeführt. Kleinere mazedonische Bevölkerungsgruppen soll es zudem in den Grenzgebieten zu Nordmazedonien und in den größeren Städten Albaniens geben bzw. gegeben haben.